# Sheri Benson
Pour les articles homonymes, voir Benson.
Sheri Benson est une femme politique canadienne, députée néodémocrate de Saskatoon-Ouest à la Chambre des communes du Canada des élections fédérales de 2015 à celles de 2019.

## Biographie
Elle travaille dans le secteur social durant plus de 25 ans, notamment comme présidente-directrice générale de l'antenne locale de Centraide Canada. À ce poste, elle lance le premier plan de logement pour mettre fin à l'itinérance à Saskatoon et travaille  particulièrement sur la mobilisation des autochtones. Pour renforcer le tissu communautaire, elle cofonde le Saskatoon Collaborative Funding Partnership, permettant de récolter des fonds pour les associations. Elle copréside également le comité intersectoriel régional de Saskatoon jusqu'en 2015. En 2014, ce travail est récompensé par le prix Femme de mérite du YWCA pour le développement communautaire.
Sheri Benson est une des six parlementaires ouvertement LGBT siégeant lors de la 42e législature du Canada, et la seule lesbienne. Elle est par ailleurs la première lesbienne élue qui l'avait affiché avant son élection et la première personne LGBT élue parlementaire en Saskatchewan.

### Carrière politique
Membre du Nouveau Parti démocratique (NPD), elle se lance en politique à l'occasion des élections fédérales canadiennes de 2015 dans la nouvelle circonscription de Saskatoon-Ouest, fondée à partir de deux circonscriptions détenues par les Parti conservateur du Canada. Le 19 octobre 2017, elle est élue députée avec 39,6 % des suffrages et plus de 2 500 voix d'avance sur le candidat conservateur.
Après son élection, elle est nommée critique du Nouveau Parti démocratique pour les questions liées au travail ainsi que sur les droits des LGBTQ2+. Elle est également membre du Groupe canadien de l'Union interparlementaire.
Lors de la course à la chefferie du NPD de 2017, elle est la première parlementaire à soutenir Niki Ashton.